# (8393) Tetsumasakamoto
(8393) Tetsumasakamoto est un astéroïde de la ceinture principale.

## Description
(8393) Tetsumasakamoto est un astéroïde de la ceinture principale. Il fut découvert le 15 octobre 1993 à Kitami par Kin Endate et Kazuro Watanabe. Il présente une orbite caractérisée par un demi-grand axe de 2,28 UA, une excentricité de 0,19 et une inclinaison de 6,0° par rapport à l'écliptique.

## Compléments